# كفر (مصطلح)
كفر مصطلح يشير إلى ضريبة فرضها الأتراك على التجار المسيحيين تداولوا بضائعهم من حلب إلى القدس.وقد اشتق هذا المصطلح من المصطلح العربي «الكفارة» الذي يعني «الدفاع» أو «الحماية». كما ادعى الأفراد الذين كانوا يديرون هذه المواقع أو قادة الجماعات المسلحة الذين يوفرون الحماية للتجار الحق في الحصول على لقب كفر.
تم إدخال الكفر من قبل المسيحيين أنفسهم عندما سيطروا على الأرض المقدسة. وقد دعمت هذه الخسائر في الأصل القوات والقوات التي تم نشرها في الممرات الأكثر صعوبة، لمنع النهب من العرب. ولكن الأتراك، الذين استمروا في دفع الرسوم، أساءوا استخدام هذه الممارسة، وفرضوا مبالغ تعسفية من التجار والمسافرين المسيحيين.
وكان ذلك بزعم حمايتهم من العرب، الذين كثيرا ما أبقوا على تفاهمهم، حتى أنهم فضلوا نهبهم.